# 火のみち
『火のみち』（ひのみち）は、乃南アサによる日本の小説。
「徳島新聞」に2002年7月から2003年3月まで連載された後、「北國新聞」、「秋田魁新報」、「山形新聞」、「山梨日日新聞」、「岩手日報」など地方紙に順次連載され、2004年8月に講談社より上下巻構成で刊行された。

## あらすじ
終戦後、家族と共に満州から引き揚げて来た南部次郎。母親が亡くなり、そのわずかな葬儀費用を用立ててくれた男は、借金の形にと、妹・君子を売り飛ばそうとした。妹を守るために男を殴り殺してしまった次郎は、もう誰も信じられないと、燃え盛るような憎しみを増大させていった。
その激しい感情を鎮めてくれたのは、刑務所内での刑務作業で出会った備前焼だった。冷たい土を練り上げていると、嫌なことを忘れられた。刑期を終えた次郎は陶芸家の城島に正式に弟子入りし、その道を着実に歩んでいく。一方、妹の君子は女優として成功を収めつつあった。
独立し、鳥取で自分の窯を開いた次郎。何度目かの個展ために訪れた東京で、中国北宋時代の青磁・汝窯（じょよう）と出会う。今まで見たことのないその色使い、文様。汝窯に魅入られた次郎は現代に汝窯を蘇らせたい、と強く願うようになる。
昭和の情勢を交えながら一人の男の人生を描く。

## 登場人物
南部 次郎（なんぶ じろう）
左官職人の次男として生を受けた後、一家で満州へ渡った。長男亡き後の一家を支える。短気で粗暴な性格。母親の葬儀費用を肩代わりしてくれた「谷やん」に、借金の形に君子を売れと言われ、守るために撲殺してしまう。
兄妹以外の一切、弁護士さえも信用せず、殺害の動機も何も語らないまま、懲役10年の判決を下される。刑務所内でも、短気な性格は変わらず、問題を起こしては懲罰房に入れられ、ひたすら憎しみだけを増大させていった。
刑務作業で備前焼と出会い、それまでの激しい感情は鎮まり、穏やかな気持ちになった。出所後は陶芸の先生・城島の正式な弟子となり、伊部の城島宅で衣食を共にするようになる。城島の死後、全国各地の陶芸の手法を学んだ後に、独立。汝窯に魅せられ、その研究に没頭していく。
南部 君子（なんぶ きみこ）
次郎の妹。家族が満州へ渡った後に産まれた。次郎の逮捕後は、養護施設で育った。
大学進学を目指し、一度は過去と家族を捨てることを考えたが、約10年ぶりに再会した姉から兄の本当の動機を聞き、兄のことを誇れるようになった。高校卒業後、デパートに就職する。そこで、映画会社の人からスカウトされ、女優への道を歩む。女優にスキャンダルはご法度と言われ、今度こそチャンスを逃したくないという思いから養女へ行くことを決めた。有名になるためにと割り切り、肉体関係も持ちながら、望月小夜子の芸名で徐々に有名になっていく。
南部 昭子（なんぶ あきこ）
次郎の姉。長女。母親が倒れた一家を支えるため、家を出て時々仕送りをしてくる。東京で水商売をして仕送りをしていたが、売春防止法が施行されてからは仕送りも連絡も途絶えてしまった。
南部 満男（なんぶ みつお）
次郎の弟。四男。知能の発達に遅れがあった。中学卒業後、手ぬぐい工場へ集団就職。次郎が逮捕された後、誰にも何も言わないまま仕事を辞め、連絡が途絶える。
集団就職で出会った千代子と結婚、一児をもうける。行き場を失い、20年ぶりに君子と再会、次郎と暮らすようになる。
城島（きじま）
次郎の焼き物の師匠で最大の理解者にして恩人。死の直前まで次郎に、過去のことは聞かれなければ言わなくて良いと言い聞かせた。
伝田（でんだ）
次郎の兄弟弟子。東京の大学卒業後、岡山を旅行中に備前焼に出会い、城島に弟子入りした。饒舌でミーハー。
喜多川 一頼（きたがわ かずより）
鳥取県の素封家。八頭郡智頭町在住。城島の個展に初めて出品された次郎の作品に目を付ける。城島の死後、次郎の独立を援助し、その後も個展開催の企画を取り持った。
八重子（やえこ）
城島の死後、次郎が全国各地の焼き物の地を回っている時に、唐津市で出会った。旅館の仲居だった。夫も子も捨てて次郎に付いて来た（次郎は迷惑だとはっきり伝えた）。次郎の態度は素っ気ないが、甲斐甲斐しく世話をし、「捨てないで」と縋る。
綾（あや）
大阪のホステス。次郎の愛人。次郎に「別れたくなったら別れてもいい」と常々言っており、気楽な関係を続け、それでいて次郎の汝窯への情熱を理解してくれていた。一度は別れるが、妊娠6カ月の状態で次郎の元に押しかける。